# Doliops balalaikinsi
Doliops balalaikinsi es una especie de escarabajo del género Doliops, familia Cerambycidae. Fue descrita científicamente por Barševskis en 2014.
Habita en Filipinas. Los machos y las hembras pueden medir 11,9-14,2 mm. El período de vuelo de esta especie ocurre en los meses de abril, agosto, septiembre, octubre y noviembre.